# Дункер, Иоаким Закариас
Иоахим Дункер (Joachim Zachris Duncker, 12 ноября 1774 — 6 июля 1809) — шведский военный, участник двух русско-шведских войн.
Родился на территории Финляндии в Ристийна (регион Саво). В 1804 году стал капитаном шведской армии. В 1808 году командовал арьергардом шведской армии в Финляндии. 12 (24) июня 1808 произвел успешную вылазку в районе Варкауса по нарушению коммуникаций русской армии, напав на продовольственный обоз из засады и сымитировав атаку на Куопио. За успешные диверсионные операции получил чин майора.  В 1809 году вместе с шведскими войсками отступил в Вестерботнию. Получил чин подполковника. Умер от ран полученных в бою при Гернефорсе.